# Döndü Aldırmaz
Döndü Aldırmaz (* 18. Juni 1979) ist eine ehemalige türkische Fußballspielerin und Nationalspielerin.

## Karriere

### Vereine
Aldırmaz stürmte in der Saison 1997/98 für den SC Klinge Seckach in der Bundesliga. Nach dem Abstieg ihrer Mannschaft in die Oberliga Baden-Württemberg verließ sie den Verein und schloss sich dem Bundesligisten TuS Niederkirchen an, für den sie bis Saisonende 1999/2000 zehn Punktspiele bestritt – die ersten zehn in ihrer Premierensaison. Sie debütierte am 29. August 1999 beim 3:0-Sieg im Auswärtsspiel gegen den Bundesliganeuling 1. FC Nürnberg, zugleich das einzige Spiel, in dem sie nicht zur Startelf gehörte, da sie erst in der 75. Minute für Susanne Wadle eingewechselt wurde. Nach dem Abstieg ihrer Mannschaft in die Regionalliga Südwest verließ sie den Verein. Von 2005 bis 2007 spielte sie für den SC Sand in der 2. Bundesliga Süd.

### Nationalmannschaft
Aldırmaz bestritt für die Nationalmannschaft der Türkei zehn Länderspiele. Ihr Debüt gab sie am 23. November 1997 in Sofia beim 2:1-Sieg über die Nationalmannschaft Bulgariens. Im Testspiel gegen die Nationalmannschaft Deutschlands – zugleich Premierenbegegnung – erzielte sie am 14. Februar 1999 in Istanbul in ihrem sechsten Länderspiel in der 80. Minute beim Stand von 0:12 ihr erstes und zugleich einziges Tor. Sie ist damit in sechs Begegnungen (Stand: 26. November 2021) bei 1:27 Toren die einzige Torschützin gegen Deutschland. Ihren letzten Einsatz als Nationalspielerin hatte sie am 27. Oktober 2001 in Istanbul beim 5:1-Sieg im Testspiel gegen die Nationalmannschaft von Bosnien und Herzegowina.